# Фрушкогорски манастири
Фрушкогорски манастири представљају православне манастире Српске православне цркве, смештене на падинама Фрушке гора у Аутономној Покрајини Војводини. Сви манастири припадају Сремској епархији. Постоји и зилотски манастир на Угору. Због њихове бројности и духовног значаја, Фрушку гору често називају Српски Атос или Српска Света гора.
На ширем подручју Фрушке горе током XVI и XVII века постојало је 35 манастира, али је велики број њих током времена уништен или напуштен услед ратних разарања. Многи од преосталих манастира били су подложни пљачкању, рушењу и страдањима, нарочито у Другом светском рату, када су усташе опљачкале манастирске реликвије и предале их немачким окупационим снагама.Током НАТО бомбардовања 1999. године, неколико манастира је претрпело озбиљна оштећења.
Манастири Фрушке горе настајали су у периодима великих сеоба српског народа и представљали су духовни и политички темељ српског народа у том крају. Њихова архитектура је углавном под утицајем моравске и рашке школе, док су касније реконструкције донеле барокне елементе попут високих, вишеспратних звоника. Унутрашњост манастира красе велики иконостаси које су осликали најбољи српски уметници тог времена. Први писани траг о манастирима на Фрушкој гори датира из писма Ђурђа Бранковића из 1455. године. У том документу се српски средњовековни владар позива на право добијено од папе Николе V, да подигне православни манастир.
Од првобитних 35 средњовековних манастира, њих 16 је активно. Активни су Крушедол, Петковица, Раковац, Велика Ремета, Дивша, Ново Хопово, Старо Хопово, Јазак, Мала Ремета, Гргетег, Беочин, Привина Глава, Шишатовац, Кувежедин, и Врдник - Раваница. Остали су напуштени или уништени. Поред ових манастира, територијално, на Фрушкој гори се налази још четири манастира у надлежности Сремске епархије.
Ових шеснаест  манастира чине јединствену културно-историјска целину која је проглашена за културно добро од изузетног значаја за Републику Србију 1990. године, а предложена је за упис на листу Светске баштине УНЕСКО-а.

## Манастири Српске православне цркве
Од запада ка истоку налазе се манастири:
- Света Петка-Беркасово
- Привина Глава
- Дивша
- Кувеждин
- Петковица
- Шишатовац
- Светих Архангела
- Врањаш
- Бешеново
- Беочин
- Мала Ремета
- Јазак
- Раковац
- Савинац
- Врдник
- Старо Хопово
- Ново Хопово
- Гргетег
- Велика Ремета
- Крушедол
- Ваведења Пресвете Богородице

Поред наведених, територијално, на Фрушкој гори се налази још четири манастира у надлежности Сремске епархије. Манастир Беркасово је женски манастир и успостављен је 2006. године уз цркву Свете Петке из 19. века и не сврстава се у ред традиционалних фрушкогорских манастира.
Истраживачи српске нововековне уметности у Подунављу утврдили су извесну правилност у просторном склопу манастирских храмова, те су оне саграђене у 16. веку повезали са моравском архитектуром средњовековне Србије.
Манастирски храмови саграђени током 18. века представљају занимљиву комбинацију традиционалне архитектуре, по угледу на Ново Хопово, и барокног модела преузетог из репертоара западноевропске архитектуре.

## Зилотски манастир
Поред манастира Српске православне цркве, на Фрушкој гори се налазио и православни зилотски манастир на Угару. Он је због премештања монашког братства на место Коштунићи преиначен у парохију Српске истински православне цркве.

## Списак манастира
| Бр. | Назив             | Фотографија | Време оснивања | Локација                      | Координате                                             |
| --- | ----------------- | ----------- | -------------- | ----------------------------- | ------------------------------------------------------ |
| 1.  | Беочин            |             | XVI век        | Беочин                        | 45° 10′ 38″ N 19° 43′ 17″ E / 45.17722° С; 19.72139° И |
| 2.  | Бешеново          |             | крај XIII века | Бешеновачки Прњавор           | 45° 07′ 01″ N 19° 42′ 25″ E / 45.11694° С; 19.70694° И |
| 3.  | Велика Ремета     |             | 1562.          | Општина Ириг                  | 45° 08′ 32″ N 19° 55′ 03″ E / 45.14222° С; 19.91750° И |
| 4.  | Врдник            |             | 1566.          | Врдник                        | 45° 07′ 42″ N 19° 47′ 04″ E / 45.12833° С; 19.78444° И |
| 5.  | Гргетег           |             | 1471.          | Гргетег                       | 45° 08′ 17″ N 19° 54′ 07″ E / 45.13806° С; 19.90194° И |
| 6.  | Ђипша             |             | крај XV века   | између села Визић и Дивош     | 45° 10′ 04″ N 19° 29′ 02″ E / 45.16778° С; 19.48389° И |
| 7.  | Крушедол          |             | 1509—1514.     | Крушедол                      | 45° 07′ 10″ N 19° 56′ 24″ E / 45.11944° С; 19.94000° И |
| 8.  | Кувеждин          |             | 1520.          | Дивош                         | 45° 07′ 38″ N 19° 30′ 41″ E / 45.12722° С; 19.51139° И |
| 9.  | Мала Ремета       |             | Крај1588.      | Мала Ремета                   | 45° 06′ 37″ N 19° 44′ 36″ E / 45.11028° С; 19.74333° И |
| 10. | Ново Хопово       |             | 1451.          | Ириг                          | 45° 07′ 42″ N 19° 50′ 46″ E / 45.12833° С; 19.84611° И |
| 11. | Петковица         |             | XVI век        | између села Дивош и Шишатовац | 45° 07′ 34″ N 19° 32′ 00″ E / 45.12611° С; 19.53333° И |
| 12. | Привина Глава     |             | крај XV века   | у близини Шида                | 45° 08′ 12″ N 19° 17′ 55″ E / 45.13667° С; 19.29861° И |
| 13. | Раковац           |             | крај XV века   | близу Новог Сада              | 45° 11′ 05″ N 19° 46′ 27″ E / 45.18472° С; 19.77417° И |
| 14. | Старо Хопово      |             | крај XV века   | близу Новог Сада              | 45° 08′ 07″ N 19° 51′ 31″ E / 45.13528° С; 19.85861° И |
| 15. | Шишатовац         |             | 1520.          | Шишатовац                     | 45° 07′ 31″ N 19° 33′ 05″ E / 45.12528° С; 19.55139° И |
| 16. | Јазак             |             | 1736.          | Јазак                         | 45° 07′ 09″ N 19° 45′ 55″ E / 45.11917° С; 19.76528° И |
| 17. | Беркасово         |             | XX век         | Беркасово, Шид                | 45° 10′ 05″ N 19° 15′ 51″ E / 45.16806° С; 19.26417° И |
| 18. | Савинац           |             | обнова 2017.   | Стари Лединци                 | 45° 11′ 02″ N 19° 48′ 21″ E / 45.18389° С; 19.80583° И |
| 19. | Манђелос          |             | 2011.          | Манђелос                      | 45° 05′ 34″ N 19° 36′ 19″ E / 45.09278° С; 19.60528° И |
| 20. | Грабово           |             | XVIII век      | Грабово                       | 45° 10′ 25″ N 19° 36′ 49″ E / 45.17361° С; 19.61361° И |
| 21. | Манастир на Угору |             | 1996.          | Врдник                        | 45° 08′ 40″ N 19° 47′ 22″ E / 45.14444° С; 19.78944° И |